# Temporada 2011 del Campeonato de Galicia de Rally
La  temporada 2011 fue la edición 33.ª do Campeonato de Galicia de Rally. Comenzó el 11 de marzo en el Rally do Cocido y terminó el 17 de diciembre en el Rally Botafumeiro.

## Calendario
| N.º | Fecha              | Rally                          | Resultados |
| --- | ------------------ | ------------------------------ | ---------- |
| 1   | 11-12 de marzo     | 17.º Rally do Cocido           | Resultados |
| 2   | 8-10 de abril      | 27.º Rally Ria de Noia         | Resultados |
| 3   | 6-8 de mayo        | 4.º Rally Comarca da Ulloa     | Resultados |
| 4   | 10-12 de junio     | 24.º Rally Cidade de Narón     | Resultados |
| 5   | 8-10 de julio      | 8.º Rally Sur do Condado-Gedas | Resultados |
| 6   | 2-4 de septiembre  | 33.º Rally San Froilán         | Resultados |
| 7   | 7-8 de octubre     | 8.º Rally Ourense Baixa Limia  | Resultados |
| 8   | 26-27 de noviembre | 1.º Rally Serra da Groba       | Resultados |
| 9   | 16-17 de diciembre | 23.º Rally Botafumeiro         | Resultados |

## Resultados

### Campeonato de pilotos
| Pos. | Piloto         | 1 COC | 2 RDN | 3 CDU | 4 CDN | 5 SDC | 6 LUG | 7 OBL | 8 SDG | 9 BOT | Pts  |
| ---- | -------------- | ----- | ----- | ----- | ----- | ----- | ----- | ----- | ----- | ----- | ---- |
| 1    | Iván Ares      | 1     | 1     | 2     | 2     | 5     | 3     | 6     | 1     | 2     | 1861 |
| 2    | Alejandro Pais | 6     | 5     | 4     | 4     | 4     | 5     | 4     | 3     | 4     | 1160 |
| 3    | Fernando Rico  | 5     | 6     | 5     | 3     | 3     | 4     | 5     |       | 3     | 1068 |
| 4    | Luis Penido    | 4     | 2     | 3     |       | 6     | 10    | 7     |       | Ret   | 1017 |
| 5    | Pedro Burgo    | 2     | Ret   |       | 1     | Ret   | 1     | 1     |       |       | 1002 |
| 6    | Luis Vilariño  |       | 4     | 1     |       | 2     |       |       | 2     | Ret   | 819  |
| 7    | Alberto Otero  | 14    | 6     | 75    | 6     | Ret   | 9     | 9     | 5     | Ret   | 519  |
| 8    | Felix Macias   | 20    | 15    | 14    |       | Ret   | 22    | 16    | 9     |       | 512  |
| 9    | Francisco Lago | 11    |       | Ret   |       | 9     |       | 10    |       |       | 464  |
| 10   | Alberto Meira  |       |       |       |       | 1     |       | 2     |       |       | 460  |

### Grupo A
| Pos | Piloto         | Pts  |
| --- | -------------- | ---- |
| 1   | Iván Ares      | 1688 |
| 2   | Francisco Lago | 1048 |
| 3   | Pedro Burgo    | 1002 |

### Grupo N
| Pos | Piloto         | Pts  |
| --- | -------------- | ---- |
| 1   | Alejandro Pais | 1598 |
| 2   | Fernando Rico  | 1508 |
| 3   | Felix Macias   | 662  |

### Grupo X
| Pos | Piloto       | Pts  |
| --- | ------------ | ---- |
| 1   | Luis Penido  | 1628 |
| 2   | David García | 989  |
| 3   | Marcos Díaz  | 532  |

### Escuderías
| Pos | Escudería        | Pts  |
| --- | ---------------- | ---- |
| 1   | Lalín-Deza       | 2080 |
| 2   | Miño-Lugo        | 1226 |
| 3   | Lago Competición | 1100 |

### Pirelli Top Ten Driver
| Pos. | Piloto         | Pts  |
| ---- | -------------- | ---- |
| 1    | Alejandro Pais | 1580 |
| 2    | Fernando Rico  | 1460 |
| 3    | Alberto Otero  | 728  |

### Volante RACC
| Pos. | Piloto             | Pts  |
| ---- | ------------------ | ---- |
| 1    | Francisco Lago     | 1310 |
| 2    | Celestino Iglesias | 870  |
| 3    | Rubén Ojea         | 795  |

### Copa Kumho
| Pos. | Piloto           | Pts  |
| ---- | ---------------- | ---- |
| 1    | David García     | 1190 |
| 2    | Marcos Rodríguez | 866  |
| 3    | Marcos Díaz      | 766  |

### Racing Sport Yokohama
| Pos. | Piloto           | Pts |
| ---- | ---------------- | --- |
| 1    | Fernando Lorenzo | 992 |
| 2    | Sergio Sánchez   | 768 |
| 3    | Javier Amado     | 580 |